# اوغاز تازه
اوغاز تازه نام روستایی در دهستان سیوکانلو بخش مرکزی شهرستان شیروان استان خراسان شمالی کشور ایران است.

## موقعیت
این روستا در فاصله ۴۰ کیلومتری شمال شرقی شیروان واقع است که از شمال به روستای اولاشلو و از جنوب به روستای چپانلو و شکرانلو و از شرق به روستای اوغاز کهنه و از غرب به روستای زُرتانلو محدود می‌گردد. این روستا یکی از روستاهای ایل سیفکانلو محسوب می‌شود.

## جمعیت

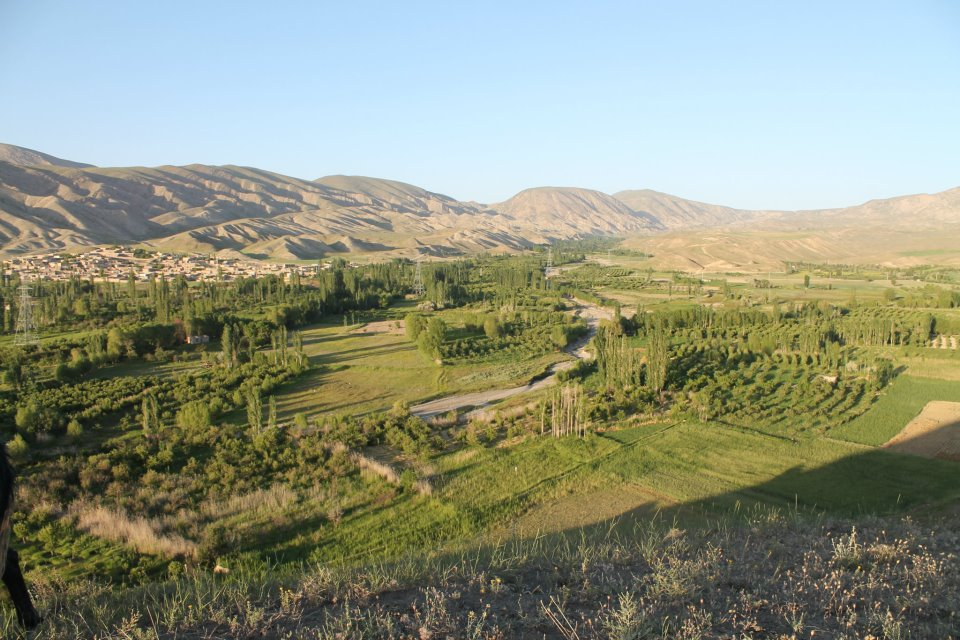
نمایی از اوغاز

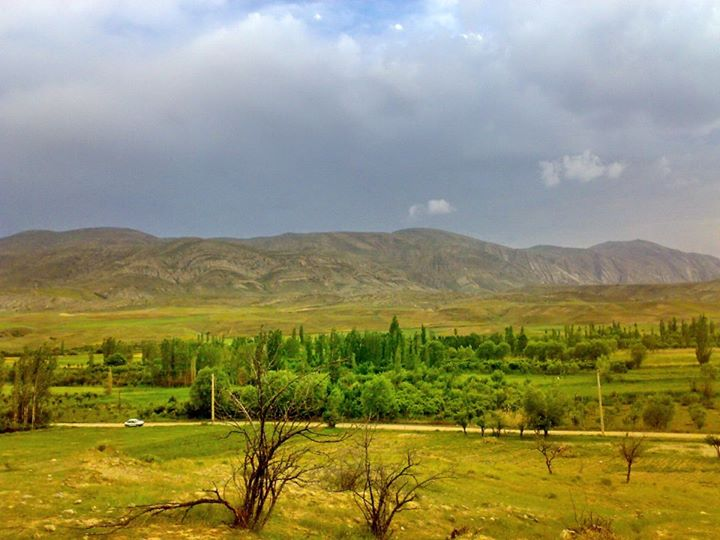
نمایی از اوغاز

دارای ۱۸۴ خانوار و ۷۹۴ نفر جمعیت است و به زبان ترکی خراسانی و زبان کردی کرمانجی محلی تکلم می‌کنند و جزءدهستان سیوکانلو شیروان است.

## تاریخچه
اوغاز تازه پس از زلزله‌ای که در سال ۱۳۰۸ هجری قمری در آن منطقه حادث شد به وجود آمد. بین دو روستای اوغاز کهنه و تازه ده مخروبه‌ای وجود دارد که به بیگلر معروف است و از آثار به جا مانده آن مشخص است که بیگلر می‌بایستی روستایی بسیار قدیمی باشد.

## وجه تسمیه

### دیدگاه
البته در این مورد یکی از مطلعین روستا معتقد بود که مردم اصلی اوغاز از ترکیه به سرولایت نیشابور و از آنجا به اوغاز مهاجرت کرده‌اند و نام سابق روستای خود را که آب خاز (آب غاز) بوده بر این ناحیه نهاده و به مرور به اوغاز تبدیل گردیده‌است.

## نژاد
مطلعین محلی در مورد نژاد و مهاجرت اهالی معتقدند کردها از شام به این منطقه آمده‌اند به‌طوری‌که ترک زبانان روستا به آن‌ها «شام دن گلان» می‌گویند.
رودخانه اوغاز از کنار این روستا می‌گذرد و کوه‌های قنبر و دره خوجم قلی در حوزه این روستا قرار دارد.

## آخرین خوانین اوغاز
مرکز حکومت قبیله کیکانلو بر عهده خوانین اوغاز بوده که معروفترین خوانین آخر آن محمد حسن خان شیخ الخوانین و پسرانش سعادتقلی خان سیوکانلو و قادر قلی خان قبادی بودند. کیکانلوها در زمان ناصرالدین شاه به سه ایل سیفکانلو، بیچرانلو و کیکانلو تقسیم شدند.

## محصولات
محصولات روستاعبارتند از:سیب لبنانی، سیب زرد، سیب قرمز، سیب اوغازی، سیب شی خمیری، زرد آلو، آلبالو، گردو، گلابی، آلو، آلو زرد و… است. محصولاتی که در مزارع یافت می‌شوند عبارتند از:سیب زمینی، گندم، جو، چغندر، عدس، نخود و….

## جغرافیای طبیعی
██ معتدل خزری بسیار مرطوب
██ معتدل خزری
██ مدیترانه‌ای با باران بهاره
██ مدیترانه‌ای
██ کوهستانی سرد
██ کوهستانی بسیار سرد
██ نیمه‌بیابانی سرد
██ نیمه‌بیابانی گرم
██ بیابانی خشک
██ بیابانی خشک گرم
██ خشک ساحلی گرم
██ خشک ساحلی

نقشه اقلیمی ایران. روستای اوغاز تازه در منطقه مدیترانه‌ای با باران بهاره قرار گرفته‌است.

این روستا دارای آب و هوای کوهستانی می‌باشد دمای این روستا در روزهای تابستان به ۳۰+ درجه و در فصل زمستان ۱۰- درجه سانتی گراد می‌رسد.

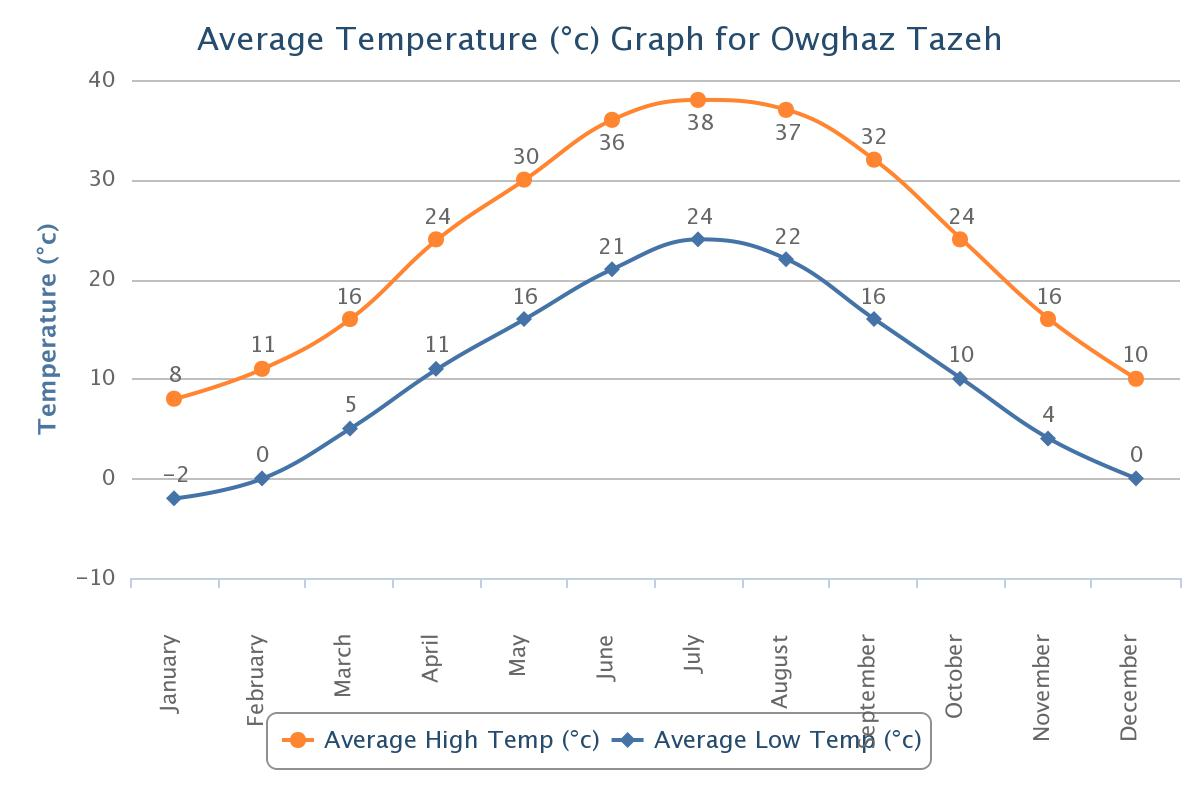
نمودار دمای میانگین اوغاز در طول ماه‌های مختلف سال

## چشمه‌ها و رودخانه
چشمه لاق لاقی ،آق چشمه، با قمر، قاردمان، گلگاه و همچنین رودخانه‌های اوغاز کهنه و چپانلو که توسط رودی از بیرون روستا عبور می‌کنند.

## کو ه کیسمار
این کوه با ۲ هزار و ۸۵۵ متر ارتفاع در ۳۵ کیلومتری شیروان قرار دارد.

نمایی از کوه کیسمار در تابستان

## آب معدنی کیسما
کارخانه آب معدنی کانی گل در ورودی این روستا احداث گردیده‌است. آب معدنی در شهرهای اطراف از قبیل شیروان، قوچان، بجنورد، مشهد و… نمایندگ‌هایی دارد.

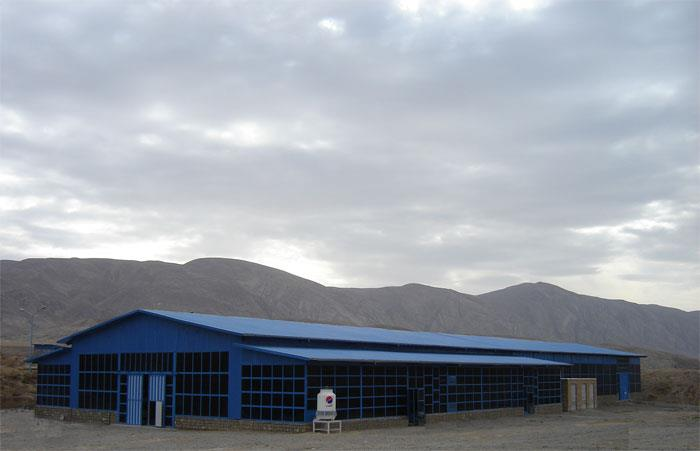
کارخانه آب معدنی کیسما

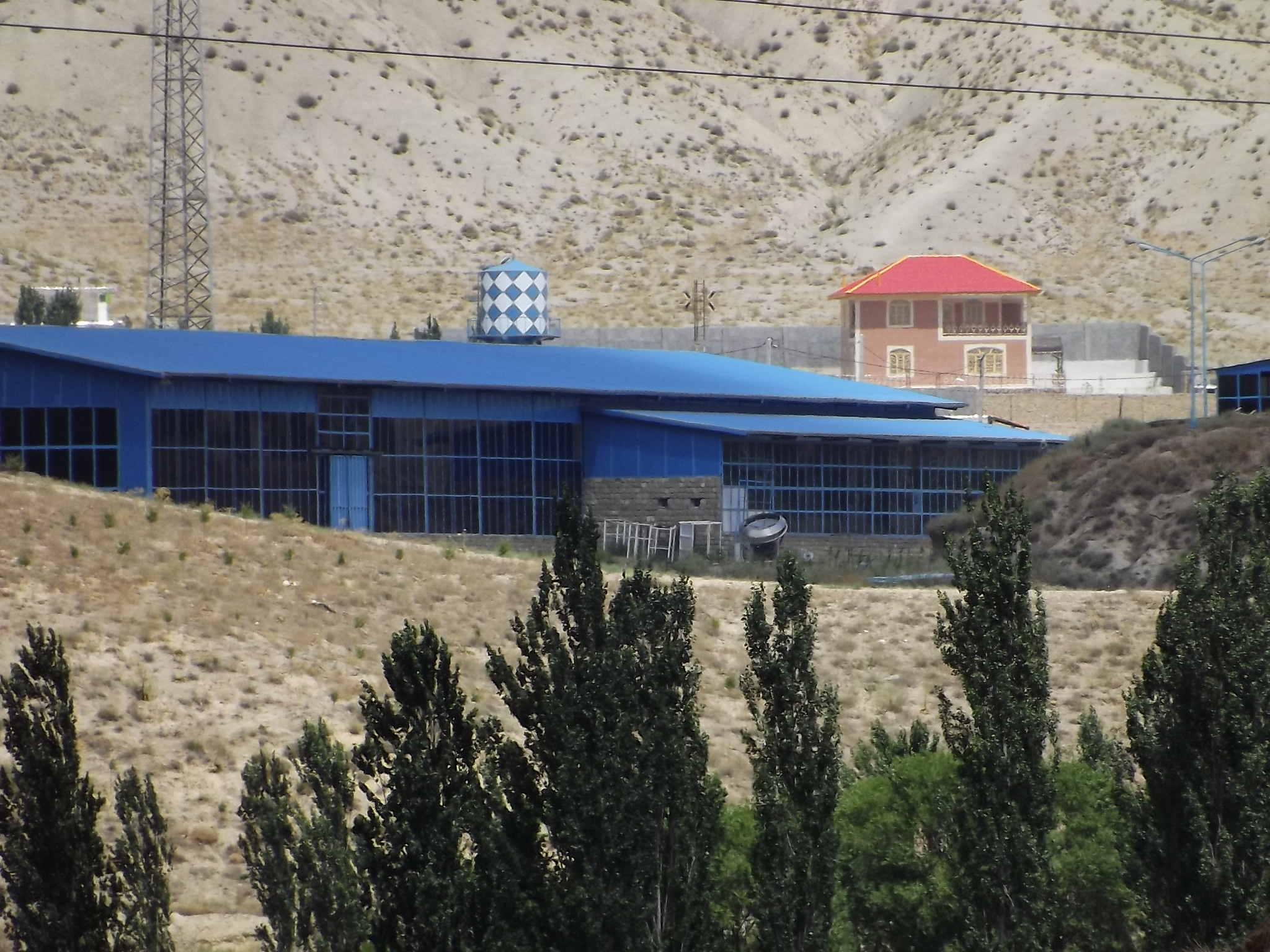
نمایی از کارخانه آب معدنی کیسما

## حیوانات کوه‌های اطراف
پلنگ، خوک، گرگ، بزهای کوهی، آهو، روباه و…

## پرندگان
کبک، دارکوب، شاهین، عقاب، بلبل و…

## گیا هان دارویی
زرشک کوهی، انگور کوهی، پیازچه کوهی، فلفل کوهی، آننوخ وگوش بره انواع کلاه میر حسن‌ها خانواده عظیم و گسترده ارسها…

## مکان‌های مذهبی
مسجدی در مرکز روستا قرار دارد که توسط مهندس منصور محمدزاده و مهندس بیژن محمدزاده بنا گردیده‌است و هم‌اکنون بیشتر مراسم مذهبی در این محل برگزار می‌شود.
مکان دیگر مربوط به امام زاده بی بی فاطمه این روستا می‌شود که هر ساله در روز سیزده بدر و عید فطر مردم از اطراف به امام زاده می‌آیند که مردم روستا در روز عید فطر آش مخصوص این روز را می‌پزند و در امام زاده بین مردم توزیع می‌کنند.

## مدارس روستا
مدارس این روستا عبارتند از:مدرسه ابتدایی رودکی، مدرسه راهنمایی نواب صفوی و دبیرستان امام علی که در سال‌های قبل ساخته شده‌است.

## درمانگاه روستا
درمانگاه این روستا در انتهای روستا قرار دارد. اکثر کارهای این درمانگاه دندان پزشکی، پانسمان و… است. ظرفیت آن بیش از ۱۰۰ نفر بوده و علاوه بر اهالی روستای اوغاز تازه، روستاهای اطراف نیز از این بیمارستان استفاده می‌نمایند.

## موقعیت ارتباطی، گاز و برق کشی
روستا دارای راه آسفات تا شهر شیروان است. از سال‌های ۱۳۸۶ ابتدا این روستا تلفن کشی شد.
این روستا دارای آنتن موبایل (تلفن همراه) و همچنین اینترنت 4Gاست که تمام این روستا و روستاهای اطراف را فرا گرفته‌است.
روستا همچنین دارای پست بانک می‌باشد. مردم بیشتر کارهای بانکی پستی خود را توسط پست بانک انجام می‌دهند.
این روستا سال‌ها است که برق کشی شده‌است. روستا همچنین دارای آب شرب لوله‌کشی شده‌است.

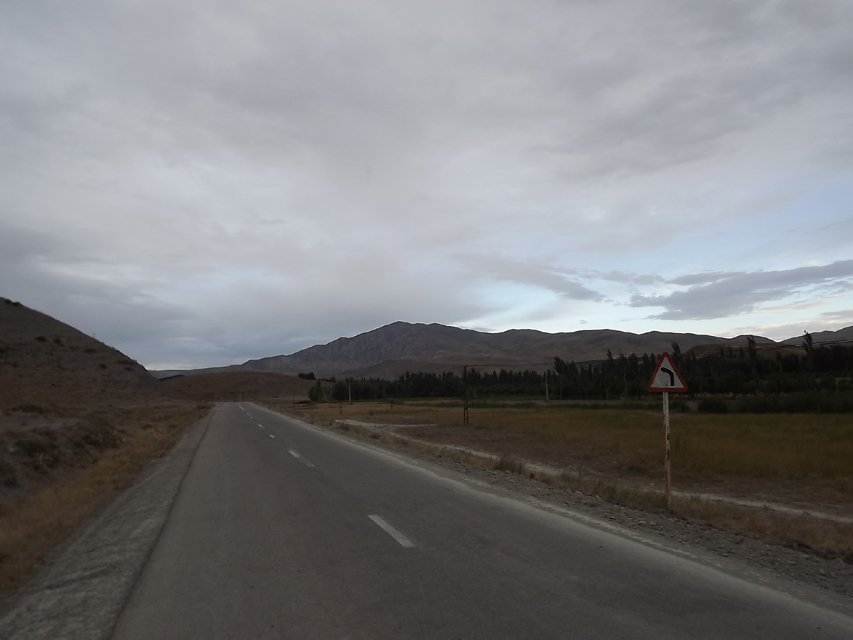
نمایی از جاده اوغاز-شیروان

## شغل اهالی
مردم ده بیشتر دامدار و کشاورز و باغدار هستند و محصولات عمده آن عبارت است از: سیب درختی، سیب‌زمینی، حبوبات، گندم و جو و فراورده‌های دامی و آب زراعی روستا به وسیله رودخانه و قنات تأمین می‌گردد.

## گورستان بیگلر
در گورستان بیگلر اوغاز مقبره آراز محمد اوغازی قرار دارد که سال فوتش ۱۳۰۱ هجری قمری ذکر شده‌است و یکی از اوغازی‌ها معتقد بود که که پس از زلزله اوغاز تازه توسط محمد بیگ احداث گردیده‌است و در این اواخر مرکز خان‌نشین ایل سیفکانلو بود.